# 極限順序数

ω までの順序数全体の表現: 螺旋の各周回の区切りは ω の冪を表している。極限順序数は、0 でなく、直前の順序数を持たない順序数だから、例えば、 ω や ω などがそうである。

集合論および順序論における極限順序数（きょくげんじゅんじょすう、英: limit ordinal）は 0 でも後続順序数でもない順序数を言う。あるいは、順序数 λ が極限順序数であるための必要十分条件は「λ より小さい順序数が存在して、順序数 β が λ より小さい限り別の順序数 γ が存在して β < γ < λ とできることである」と言ってもよい。任意の順序数は、0 または後続順序数、さもなくば極限順序数である。
例えば、任意の自然数よりも大きい最小の超限順序数 ω は、それよりも小さい任意の順序数（つまり自然数）n が常にそれよりも大きい別の自然数（なかんずく n + 1）を持つから、極限順序数である。
順序数に関するフォンノイマンの定義を用いれば、任意の順序数はそれより小さい順序数全体の成す整列集合として与えられる。このとき、空でない順序数の集合が最大元を持たないならば、その和集合は常に極限順序数になる。フォンノイマン基数割り当てを用いれば、任意の無限基数もまた極限順序数となる。

## 特徴付け
極限順序数は他にもいろいろなやり方で定義できる:
- 与えられた非零順序数でそれより小さい任意の順序数の上限に等しいもの。(後続順序数の場合と比較すれば、後続順序数より小さい順序数全体の成す集合には最大限が存在する（それは直前の順序数である）から、それが上限を与える。)
- 最大元を持たない非零順序数。
- 適当な α > 0 によって ωα の形に書ける順序数。つまり、カントール標準形において末項としての有限な数を持たない非零順序数。
- 順序数全体の成す類において順序位相（英語版）に関する極限点 (ほかの順序数は孤立点となる)。

0 を、直前の順序数を持たない順序数として、極限順序数に分類すべきか否かに関しては流儀が分かれる。いくつかの教科書は 0 を極限順序数のクラスに含めるが、含めないものもある。

## 例
順序数全体の成す類は整列順序付けられているから、有限でない最小の極限順序数 ω が存在する。この順序数 ω は、自然数の最小上界に一致するものとして、最小の超限順序数でもある。ゆえに、ω は自然数全体の成す集合の順序型を表している。それより大きい次の極限順序数として、まずは ω + ω = ω⋅2、これは任意の自然数 n に対する ω⋅n に一般化できる。ω⋅n 全体の成す集合における合併（順序数からなる任意の集合上で上限をとる操作と見なせる）を取って、ω·ω ≕ ω2 が得られ、これは任意の自然数 n に対する ωn に一般化される。この過程はさらに繰り返すことができて、{\displaystyle \omega ^{3},\omega ^{4},\ldots ,\omega ^{\omega },\omega ^{\omega ^{\omega }},\varepsilon _{0}=\omega ^{\omega ^{\omega ^{~\cdot ^{~\cdot ^{~\cdot }}}}},\ldots } なる系列が生み出される
一般に、このような再帰的定義は乗法、冪演算、反復冪などを通じてもできるが、何れも極限順序数を導き出す。ここまでで出てきた順序数はそれでもまだ可算順序数であるが、同様に可算順序数であるチャーチ–クレイニ順序数より小さいすべての順序数に系統的に名前を付けることのできる再帰的枚挙可能な命名規則は存在しない。
可算順序数を超えて、最小の非可算順序数 ω1 は、これもまた極限順序数となる。同様に推し進めれば、以下のような系列（以下の列では項を追うごとに濃度も増大する）: {\displaystyle \omega _{2},\omega _{3},\ldots ,\omega _{\omega },\omega _{\omega +1},\ldots ,\omega _{\omega _{\omega }},\ldots } が得られる。
一般に、順序数からなる空でない集合が最大元を持たなければ、合併を取れば常に極限順序数が得られる。
α > 0 に対する ω2α 全体の成す集合は極限順序数からなる極限順序数、など。

## 性質
後続順序数の類、（さまざまな共終数を持つ）極限順序数の類と 0 を併せたもので順序数の類は尽くされるから、これらの場合はしばしば超限帰納法や超限再帰的定義に用いられる。極限順序数はこの種の手続きにおいてある種の「転換点」を表している（そこでは、それより前の順序数すべての合併をとるなどの極限操作が用いられなければならない）。原理的には、極限順序数において何かする際に、合併をとることは順序位相における連続写像であり、これはふつうは好ましい性質である。
フォンノイマン基数割り当てを用いるならば、任意の無限基数は極限順序数でもある（またこれは「蝶番」や「転換点」を意味するラテン語: cardo に由来する英語: cardinal の語感とも合う）。この事実の証明は、単に任意の超限後続順序数が無限ホテルのパラドクスにあるような割り当てを通じて適当な極限順序数と等濃（対等、同数）であることを見ればよい。
基数それ自体も固有の後続関係や極限の概念を持っているので、それらと混同すべきではない。

## 関連文献
- Cantor, G., (1897), Beitrage zur Begrundung der transfiniten Mengenlehre.  II (tr.: Contributions to the Founding of the Theory of Transfinite Numbers II), Mathematische Annalen 49, 207-246 English translation.
- Conway, J. H. and Guy, R. K. "Cantor's Ordinal Numbers." In The Book of Numbers. New York: Springer-Verlag, pp. 266–267 and 274, 1996.
- Sierpiński, W. (1965). Cardinal and Ordinal Numbers (2nd ed.). Warszawa: Państwowe Wydawnictwo Naukowe. Also defines ordinal operations in terms of the Cantor Normal Form.